# David Vincent

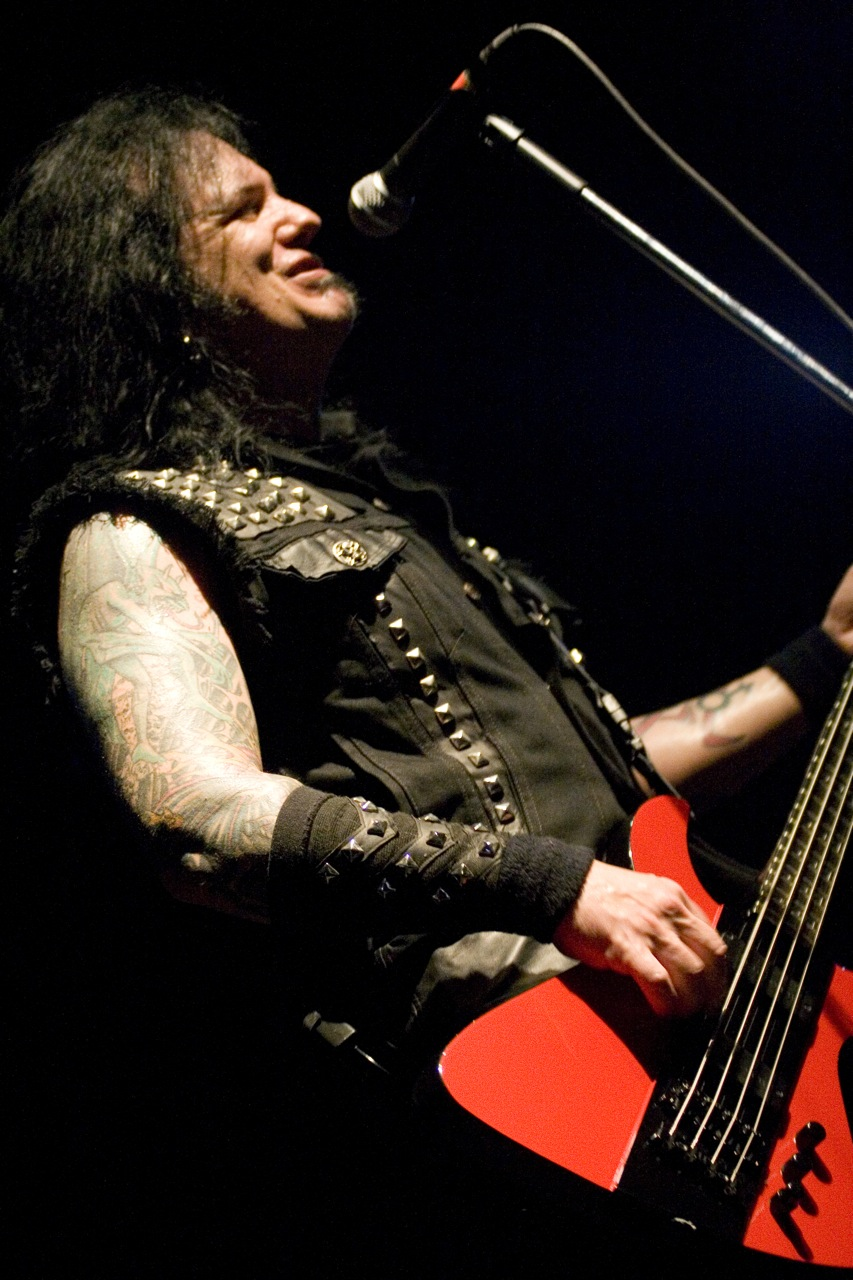
David Vincent mit Morbid Angel (2009)

David Alexander Vincent (* 22. April 1965 in Charlotte, North Carolina) auch bekannt als Evil D ist ein US-amerikanischer Musiker und ehemaliger Lead-Sänger und Bassist der Death-Metal-Band Morbid Angel sowie ehemaliger Bassist der Genitorturers. Seit 2015 ist er Sänger der Extreme-Metal-Band Vltimas.

## Biografie
1986 kam Vincent mit Morbid Angel in Kontakt und sollte ursprünglich ihr geplantes Debütalbum Abominations of Desolation auf seinem eigenen Label Embryonic Goreque Records veröffentlichen. Dieses wurde zwar aufgenommen, aber zunächst nicht veröffentlicht. Auf Vincents Vorschlag hin zogen die Gitarristen Trey Azagthoth und Richard Brunelle zu ihm und nahmen ihn und den Schlagzeuger Wayne Hartzel in die Band auf. Neben Morbid Angel spielte Vincent außerdem Bass auf dem Album World Downfall der Grindcore-Band Terrorizer, die zum Zeitpunkt der Veröffentlichung aber bereits aufgelöst war.
1995 geriet Vincent in die Kritik, da er in mehreren Interviews ausländerfeindliche und rechtsextreme Aussagen tätigte. Ihm wurden zudem Kontakte zu amerikanischen Neonazi-Größen unterstellt. Zudem schenkte er Lemmy Kilmister von Motörhead auf einer Tour ein Buch mit nationalsozialistischer Propaganda. Auf dem Album Domination befand sich ein Song namens Where the Slime Live, der als ausländerfeindlich gedeutet werden konnte. Zudem eskalierte die Situation mit Trey Azagthoth, dem eigentlichen Mastermind der Band. Diesen verärgerte er mit seinen Aussagen in Interviews, die Morbid Angel den Ruf einbrachten, eine faschistische Band zu sein, und Konflikten wegen ihrer unterschiedlichen musikalischen Vorstellungen. Vincent verließ daraufhin Morbid Angel, um der Industrial-Metal-Band Genitorturers seiner Frau beizutreten. Davids erster Beitrag war der Text zu House of Shame vom Debütalbum 120 Days of Genitorture. Von 2004 bis 2015 spielte er wieder bei Morbid Angel.
Er besitzt seinen eigenen speziell angefertigten Bass von Dean Guitars, der als „Demonator“ bezeichnet wird.
Vincent arbeitete 2008 mit der Thrash- und Nu-Metal-Band Soulfly zusammen. Er ist auf dem Album Conquer als Lead-Sänger und Texter am Eröffnungssong Blood Fire War Hate beteiligt.
Seit 2015 ist er Sänger der Band Vltimas, die 2019 ihr Debütalbum Something Wicked Marches In veröffentlichte. Im Jahr 2024 erschien das 2. Album der Band, namens EPIC.
Von 2017 bis 2019 ersetzte Vincent den verstorbenen Lemmy Kilmister bei Headcat 13.

## Diskografie

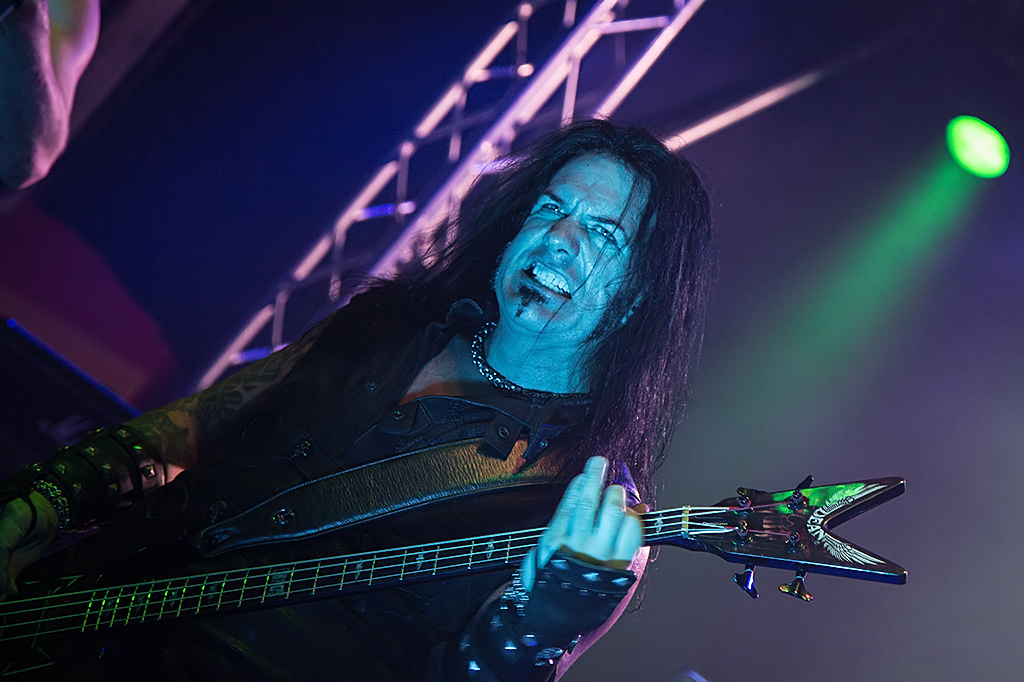
David Vincent (2012)

### Morbid Angel
- 1987: Thy Kingdom Come (Demo/Single 1988)
- 1989: Altars of Madness
- 1991: Blessed Are the Sick
- 1993: Covenant
- 1995: Domination
- 1996: Entangled in Chaos (Livealbum)
- 2011: Illud Divinum Insanus

### Genitorturers
- 1998: Sin City
- 2003: Flesh is the Law (EP)

### Terrorizer
- 1989: World Downfall
- 2012: Hordes of Zombies

### Vltimas
- 2019: Something Wicked Marches In
- 2024: Epic